# Штрассеризм
Штрассери́зм (нім. Strasserismus або Straßerismus) — політична ідея створення національної та соціальної держави, яку розробили німецькі політичні діячі — брати Грегор та Отто Штрассери. Це ідеологія, яка закликає до радикальніших, масових дій та заснована на робітничій формі нацизму, що підтримує економічний антисемітизм для досягнення національного відродження.
Отто Штрассер, який виступав проти поглядів Адольфа Гітлера, був виключений із нацистської партії в 1930 році та вирушив у вигнання до Чехословаччини, у той час, як Грегор Штрассер був убитий у нацистській Німеччині 30 червня 1934 року під час Ночі довгих ножів — жорстокої розправи проти багатьох опонентів Гітлера, включаючи штрассеристів по всій країні. Штрассеризм залишається жвавою ідеологією в добу післявоєнного неонацизму у світі.

## Погляди Грегора Штрассера
Грегор Штрассер (1892—1934) на початку своєї діяльності в політиці був ультранаціоналістичним політиком, приєднався до Фрайкору після служби в Першій світовій війні. Штрассер був залучений у Каппський заколот і створив своє власне військове об’єднання («народний оборонний союз»), який перейшов до нацистської партії в 1921 році. Спочатку був вірним прихильником Адольфа Гітлера, узяв участь у «Пивному путчі» і займав низку високих посад у нацистській партії. Однак Штрассер незабаром став рішучим захисником радикального крила партії, стверджуючи, що національна революція повинна включати також потужні заходи щодо боротьби з бідністю та повинна прагнути отримати підтримку робітничого класу. Після приходу Адольфа Гітлера до влади, Ернст Рем, який очолював Штурмові загони (ША), пізніше найбільш важливі у воєнізованому крилі нацистської партії, закликав до другої революції, спрямованої на усунення верхівки з-під нагляду державою. Цьому протистояв німецький консервативний рух, а також деякі нацисти, які надавали перевагу упорядкованому авторитарному ладу, ніж програмі, запропонованій радикалами партії. Штрассер був убитий під час Ночі довгих ножів у 1934 році.

## Погляди Отто Штрассера
Отто Штрассер (1897—1974) також був членом Фрайкору, але він приєднався до Соціал-демократичної партії Німеччини та воював проти каппських заколотників. Штрассер приєднався до нацистської партії в 1925 році, де продовжував просувати значущість соціалізму в націонал-соціалізмі. Вважаючись радикальнішим, ніж його брат, Отто Штрассер був виключений нацистською партією в 1930 році та створив Чорний фронт, власну спілку, яка закликала до встановлення особливого німецького націоналістичного ладу після соціалістичної революції. Штрассер утік з Німеччини в 1933 році до Чехословаччині, а потім переселився до Канади, перш ніж він повернувся до Західної Німеччини; весь цей час він писав про Гітлера та те, що він бачив його як зрадника думок нацизму.

## Ідеологія

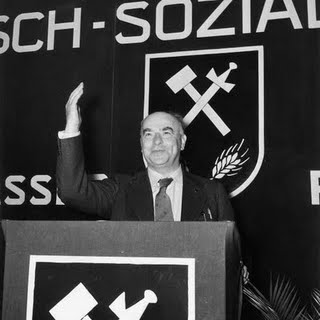
Отто Штрассер

Назва штрасеризм застосовувалася до різновиду нацизму, яку розробили брати Штрассери. Хоча вони брали участь у створенні програми NSDAP «25 пунктів» 1920 року, обидва закликали партію взяти на себе зобов'язання «розірвати кайдани фінансового капіталу». Цю протилежну думку до тої, яку нацисти назвали єврейським фінансовим капіталізмом, видом економічного антисемітизму, яку вони протиставили продуктивізму, або тим, що називали «продуктивним капіталізмом», поділяв Адольф Гітлер, який позичив її в Готфріда Федера.
Ідеалізм Отто припускав заперечення класової боротьби в межах певного народу. Замість цього затверджувалася думка «народної революції», яка була б загальною для робітників, селян і середніх класів. Жертвами такої революції повинен був бути тільки незначний прошарок гнобителів і експлуататорів. Далі передбачалася загальнонаціональна одностайність. Будь-які суперечки всередині нації засуджувалися. Штрассер пропонував створити єдиний Фронт партій і профспілок, включаючи комуністичні, проти ієрархії, бюрократії і тогочасного устрою. Такий ідеалізм припускав встановлення «народного соціалізму».
Згідно з думками Отто Штрассера, «народна революція» повинна створити або відтворити такі устрої держави, які точно відповідали б внутрішній природі народу в політиці, економіці та культурі. В економіці це означало «успадкування земельних ділянок селянами без права продажу». У політиці — самоврядування народу в професійних секторах і станах (ремісники мають свій орган самоврядування, селяни — свій і так далі). У культурі — віра.
Штрассеризм як ідеологія з'явився вже після Другої світової війни на основі поглядів братів Штрассерів і заміток Отто Штрассера про національний соціалізм. Штрассеризм основується на 3 «китах»: помірному націоналізмі, ідеалізмі й народному соціалізмі. Штрассер закликав до війни із Заходом, союзу із соціалістичним СРСР та міжнародної одностайності між собою всіх пригноблених народів у спільній боротьбі проти імперіалізму. До цього  ж відносилася думка антимасонства й антисіонізму. Штрассер наполягав на визнанні за євреями значення національної меншини та навіть підтримував існування держави Ізраїль.
Штрассеризм вважають напрямком нацизму, який, дотримуючись попередніх нацистських ідеалів, таких як антисемітизм і націоналізм, рішуче протистояв капіталізму на економічних антисемітських засадах і визначив це у вимозі до економічнішого підходу, заснованого на робітництві. Однак, спірним є питання, чи був штрассеризм справді окремим різновидом нацизму. За словами історика Яна Кершоу, «провідники ША [до якої входив Грегор Штрассер] не мали іншого бачення майбутнього Німеччини чи іншої політики, щоб запропонувати». Штрассерити виступали за радикалізацію нацистського ладу та повалення німецької верхівки, називаючи прихід Гітлера до влади напівреволюцією, яку потрібно було завершити.

## Вплив

### У Німеччині

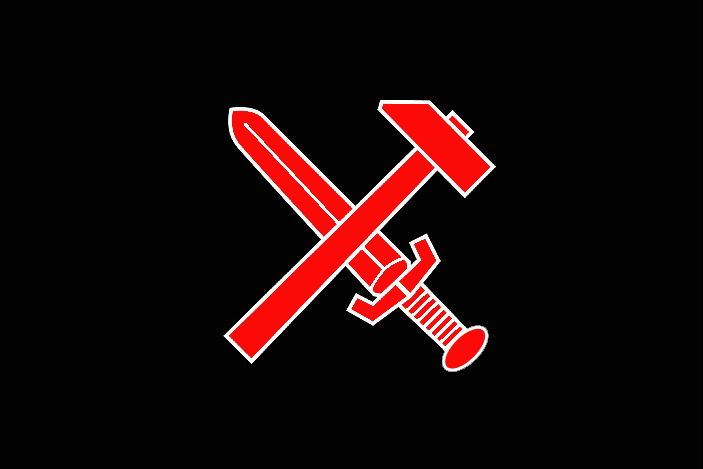
Прапор Чорного фронту

Протягом 1970-х років в європейських ультраправих групах стали частіше згадувати думки штрассеризму, оскільки на перший план виходили молодші члени, не пов’язані з Гітлером, також поширювалися думки економічного антисемітизму. Штрассеристські напрями в Німеччині почали утворюватися у програмі Національно-демократичної партії Німеччини (НДП) наприкінці 1960-х. Ці штрассерити зумовили відсторонення Адольфа фон Таддена від управління, і після його відходу партія стала сильнішою, засудивши Гітлера за його відхід від соціалізму задля отримання слави серед керівників бізнесу та війська.
Хоча спочатку штрассеризм був прийнятий НДП, скоро він став пов'язуватися з більш екстремістськими діячами, зокрема Міхаелем Кюненом, який підготував у 1982 році брошуру «Прощання з Гітлером», яка включала рішучу підтримку цієї думки. Народний соціалістичний рух Німеччини/Робітнича партія, невеликий екстремістський рух, який був оголошений поза законом у 1982 році, прийняв політику штрассеризму. Його рух-наступник, Націоналістичний фронт, зробив те саме: програма з десяти пунктів закликала до «антиматеріалістичної культурної революції» та «антикапіталістичної соціальної революції», щоб підкреслити свою підтримку штрассеризму. Вільна німецька робоча партія також підтримує ці думки та була під управлінням Фрідхельма Буссе наприкінці 1980-х.
Прапор штрассеристського руху «Чорний фронт» та його знак — перехрещені молоток та меч — використовували німецькі та інші європейські неонацисти за кордоном як замінник нацистського прапора, який заборонений у деяких країнах, зокрема в Німеччині.

### У Великій Британії
Штрассеризм виник у Сполученому Королівстві на початку 1970-х років і зосередився на публікації Національного фронту (НФ) «Britain First», головними творцями якої були Девід Маккалден, Річард Лоусон та Денис Пірі. Вони уклали союз з Джоном Кінгслі Редом та пізніше перейшли в Національну партію (НП), проти управління Джона Тиндалла.  НП закликала британських робітників скористатися правом на роботу та запропонувала штрассеристську економічну політику. Однак, НП не проіснувала довго. Частково через відсутність у Реда завзяття до штрассеризму, діяльність партії пішла на спад.
Думка була повторно представлена НФ Ендрю Бронсом на початку 1980-х років, коли він вирішив зробити ідеологію партії зрозумілішою. Однак скоро штрассеризм мав стати невеликим місцем радикалів в Офіційному національному фронті, а Річард Ловсон відіграв таємну роль, яка була спрямована на сприяння прямій політиці. Це крило пізніше обрало корінний замінник дистрибутизму, але їхня сильна антикапіталістична риторика, а також риторика їхнього наступника «Третього Шляху» показали вплив штрассеризму. Після цього Трой Саутгейт, власна ідеологія якого та пов’язаних із ними груп, таких як Англійський націоналістичний рух та Національна революційна фракція, зазнали впливу штрасеризму.

### У світі
Групи «третьої позиції», які, часто звертають увагу на штрасеризм через його рішучу протидію капіталізму, заснованій на економічній антисемітській основі. Це було зазначено у Франції, де студентська група Groupe Union Défense та нещодавній французький Renouveau прославили економічні платформи штрассерита.
Спроби переосмислити нацизм на основі лівих ідеологій також зазнали сильного впливу цієї школи думок, зокрема завдяки роботі Поула Ріїса-Кнудсена, який підготував працю Штрассера під назвою «Національний соціалізм: лівий рух» у 1984 році.
У Сполучених Штатах Том Мецгер також загравав зі штрассеризмом, зазнавши впливу брошури Кюнена. Також у Сполучених Штатах Метью Гаймбах із колишньої Традиційної робочої партії визначає себе штрассеристом. Гаймбах висловлює антикапіталістичну риторику під час своїх виступів, але не є відкритим антисемітом, антимасонном чи антикомуністом. Гаймбаха виключили з Націонал-соціалістичного руху через його економічні погляди, які група розглядала як надто ліві. Гаймбах заявив, що Націонал-соціалістичний рух «по суті хоче, щоб вона залишалася політично немічною зграєю, що дотримується супрематизму білих».